# Campionati del mondo di ciclismo su strada 2005 - Cronometro maschile Under-23
La cronometro individuale maschile Under-23 dei Campionati del mondo di ciclismo su strada 2005 fu corsa il 21 settembre 2005 nel territorio circostante Madrid, in Spagna, per un percorso totale di 37,9 km. Il russo Michail Ignat'ev vinse la medaglia d'oro, terminando in 47'24"28.

## Squadre e corridori partecipanti
| Gruppo 1 | Gruppo 1            | Gruppo 1 | Gruppo 2 | Gruppo 2         | Gruppo 2 | Gruppo 3 | Gruppo 3            | Gruppo 3 | Gruppo 4 | Gruppo 4             | Gruppo 4 |
| -------- | ------------------- | -------- | -------- | ---------------- | -------- | -------- | ------------------- | -------- | -------- | -------------------- | -------- |
| 59       | Yong Li Ng          | 56º      | 44       | Steven Cozza     | 42º      | 29       | William Aranzazo    | 53º      | 14       | Tyler Farrar         | 10º      |
| 58       | Ruslan Sambris      | 35º      | 43       | Michail Ignat'ev | 1º       | 28       | Sergej Danniker     | 14º      | 13       | Florian Morizot      | 26º      |
| 57       | Panagiotis Potsakis | 48º      | 42       | Bart Vanheule    | 13º      | 27       | José Mendes         | 50º      | 12       | José Luis Ruiz       | 43º      |
| 56       | Johan Lindgren      | 23º      | 41       | Peter Latham     | 3º       | 26       | Eladio Sanchez      | 12º      | 11       | Miha Svab            | 41º      |
| 55       | Ben Greenwood       | 45º      | 40       | Jérôme Coppel    | 20º      | 25       | Timothy Gudsell     | 24º      | 10       | Lasse Bochman        | 8º       |
| 54       | M. Rajablou         | 57º      | 39       | Mostafa Rezaei   | 49º      | 24       | Rafaâ Chtioui       | 39º      | 9        | Maksim Bel'kov       | 29º      |
| 53       | Alfonso Roldan      | 40º      | 38       | Jānis Ozols      | 52º      | 23       | Roman Kreuziger     | 32º      | 8        | Mark Jamieson        | 6º       |
| 52       | Ignacio Sarabia     | 16º      | 37       | Andrėj Kunicki   | 7º       | 22       | Martin Mortensen    | 4º       | 7        | František Raboň      | 21º      |
| 51       | Hassen Ben Nasser   | 58º      | 36       | Volodymyr Dyuda  | 47º      | 21       | Julian David Munozg | 55º      | 6        | Branislaŭ Samojlaŭ   | 34º      |
| 50       | Henry Mendez Raabe  | 18º      | 35       | Thom van Dulmen  | 36º      | 20       | Maciej Bodnar       | 22º      | 5        | Tony Martin          | 28º      |
| 49       | Lars Pria           | 59º      | 34       | Simon Špilak     | 5º       | 19       | Christian Meier     | 44º      | 4        | Kai Reus             | 33º      |
| 48       | Vladimir Tuychiev   | 51º      | 33       | William Walker   | 19º      | 18       | Bogdan Stoytchev    | 38º      | 3        | Tiziano Dall'Antonia | 9º       |
| 47       | G. Bagdonas         | 46º      | 32       | Edward Clancy    | 37º      | 17       | Francesco Rivera    | 54º      | 2        | Dominique Cornu      | 11º      |
| 46       | Tiago Machado       | 30º      | 31       | Viktor Renäng    | 25º      | 16       | Michael Schär       | 15º      | 1        | Dmytro Hrabovs'kyj   | 2º       |
| 45       | Ryan Roth           | 31º      | 30       | Paul Martens     | 17º      | 15       | Ignatas Konovalovas | 27º      |          |                      |          |

## Resoconto degli eventi
Del gruppo 1, partito con il malese Yong Li Ng, il più veloce fu il messicano Ignacio Sarabia, che terminò in 49'40" il percorso della cronometro, seguito da Henry Mendez Raabe (Costa Rica) e Johan Lindgren (Svezia), rispettivamente staccati di tre e 15 secondi. Nel secondo gruppo, Michail Ignat'ev fece segnare subito il miglior intertempo assoluto, staccando tutti i corridori che lo precedettero di un minuto e completando la corsa in 47'24"28 ad una velocità media di 48 km/h. Il neozelandese Peter Latham, partito per quarto nella batteria, giunse sul traguardo con un distacco dal russo di 37 secondi, posizionandosi temporaneamente al secondo posto. Lo sloveno Simon Špilak, con un distacco di 1'12", completava il podio temporaneo al termine della seconda tornata. Podio che rimase immutato fino al termine della prova del danese Martin Mortensen, che fece registrare il miglior tempo del gruppo 3 ma giunse al traguardo con 50 secondi di distacco da Ignat'ev. Nonostante non fossero ancora partiti diversi corridori tra i favoriti come lo statunitense Tyler Farrar, il campione russo a cronometro Maksim Bel'kov, la medaglia d'argento ai mondiali juniores Mark Jamieson (Australia), il campione europeo František Raboň (Repubblica Ceca) e uno dei maggiori favoriti, il campione del mondo in carica juniores Kai Reus (Paesi Bassi), in gruppo con specialisti come Tiziano Dall'Antonia (Italia), Dominique Cornu (Belgio) e il campione europeo a cronometro Dmytro Hrabovs'kyj, il podio rimase inalterato fino all'arrivo di quest'ultimo, che tuttavia non riuscì ad impensierire il russo Ignat'ev e concluse al secondo posto, staccato di 34 secondi.

## Classifica (Top 10)
| Pos. | Corridore            | Squadra       | Tempo     |
| ---- | -------------------- | ------------- | --------- |
| 1    | Michail Ignat'ev     | Russia        | 47'24"28  |
| 2    | Dmytro Hrabovs'kyj   | Ukraina       | a 34"62   |
| 3    | Peter Latham         | Nuova Zelanda | a 37"33   |
| 4    | Martin Mortensen     | Danimarca     | a 50"52   |
| 5    | Simon Špilak         | Slovenia      | a 1'12"18 |
| 6    | Mark Jamieson        | Australia     | a 1'26"18 |
| 7    | Andrėj Kunicki       | Bielorussia   | a 1'38"64 |
| 8    | Lasse Larsen         | Danimarca     | a 1'42"17 |
| 9    | Tiziano Dall'Antonia | Italia        | a 1'42"20 |
| 10   | Tyler Farrar         | Stati Uniti   | a 1'44"28 |